# Kabinettsfråga
Kabinettsfråga är ett ultimatum ställt av regeringen eller enskilda statsråd till parlamentet i fall när de är oeniga i för regeringen avgörande frågor. Ordet "kabinett" kommer av att regeringen förr och i andra länder kallas kabinett. Genom att förklara en fråga en kabinettsfråga, förklarar regeringen att den inte kan ha kvar den verkställande makten om ett visst lagförslag går igenom eller inte går igenom.
Kabinettsfrågor kan uppkomma i den situation regeringen inte får igenom ett förslag, som regeringen anser är av avgörande art för fortsatt regerande. Finner inte regeringen stöd i parlamentet för förslaget kommer den att förklara sin avgång. Genom att deklarera sin avgång, ifall förslaget inte får stöd i parlamentet, kan regeringen förmå representanter i parlamentet att stödja förslaget, som i och med det löser "kabinettsfrågan". 
Denna process kan indirekt betraktas som ett "förtroendevotum".

## Sverige
Till skillnad mot i flera andra förvaltningssystem är ett yrkande om kabinettsfråga inte juridiskt bindande i Sverige. En politiker eller en regering som väljer att ställa kabinettsfråga är inte juridiskt bunden att avgå om denne förlorar en omröstning. Därför[källa behövs] är inte kabinettsfrågor särskilt vanliga i svensk politik. Däremot kan en regering eller en enskild ledamot känna sig moraliskt förpliktigad att avgå om man förlorar en omröstning efter ha gjort den till en kabinettsfråga. 
Ett nutida exempel var när statsminister Magdalena Andersson i juni år 2022 valde att göra ett av oppositionen riktat misstroendevotum mot justitieminister Morgan Johansson till en kabinettsfråga. Oppositionen förlorade omröstningen i riksdagen (det skilde en röst) och regeringen satt därför kvar.